# Métro Lausanne

Logo der Métro Lausanne

Liniennetzplan der Métro Lausanne

Die Métro Lausanne ist das schienengebundene Nahverkehrssystem der Schweizer Stadt Lausanne. Es besteht aus zwei separaten Strecken, auf denen jeweils eine Linie verkehrt. Die Linie m2 mit der Kennfarbe pink ist eine U-Bahn des Typs Métro sur pneumatiques mit Stromschiene, auf der Linie m1 mit der Kennfarbe türkis, ursprünglich als Tramway du sud-ouest lausannois (TSOL) bezeichnet, verkehren vom deutschen Stadtbahnwagen Typ B abgeleitete Triebwagen unter Oberleitung. Beide Linien nutzen hochflurige Fahrzeuge sowie Hochbahnsteige und verkehren auf eigener Trasse, jedoch ist die m1 nicht kreuzungsfrei. Am Bahnhof Lausanne-Flon sind die beiden Linien miteinander verknüpft. Das Netz wird von den Transports publics de la région lausannoise (TL) betrieben, die Linie m2 ist die erste und bisher einzige U-Bahn-Linie der Schweiz.

## Linie m1

Zug der Linie m1 in der Station Lausanne-Flon

Die im Mai 1991 eröffnete und 7,8 Kilometer lange m1 verbindet die Station Flon mit dem Campus Lausanne und dem Bahnhof Renens. Da sie mehrfach vom Individualverkehr mittels beschrankter Bahnübergänge niveaugleich gekreuzt wird, handelt es sich qua Definition nicht um eine U-Bahn im klassischen Sinn. Im Innenstadtbereich sowie in Malley sind drei Stationen unterirdisch, die anderen liegen an der Oberfläche. Viele Benutzer der Linie m1 nennen diese auch heute noch TSOL.

## Linie m2

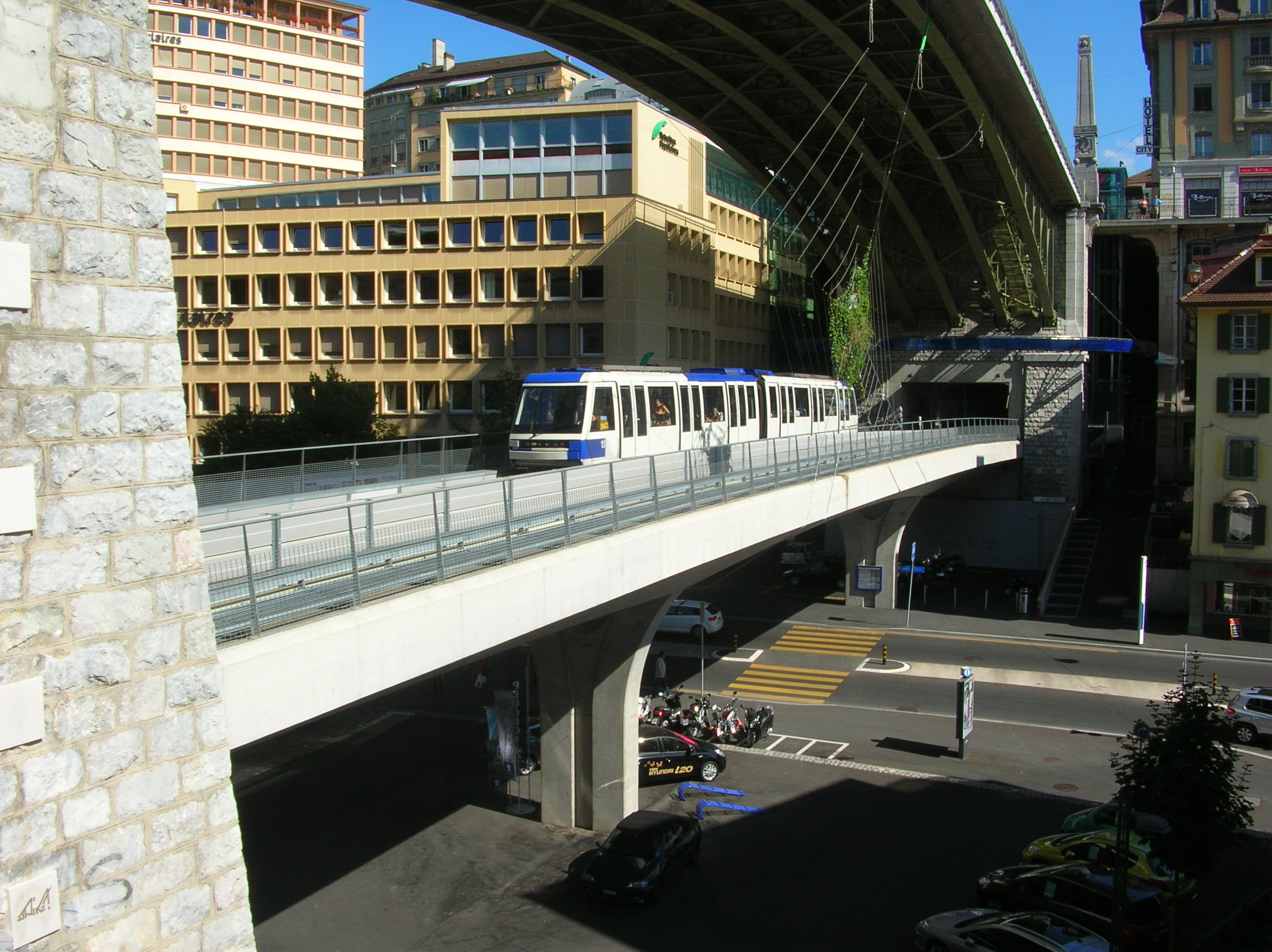
Zug der Linie m2 auf dem Pont Saint-Martin

Die im September 2008 eröffnete m2 von Ouchy nach Epalinges verläuft vom übrigen Verkehr vollständig unabhängig weitgehend in Tunneln. Sie entstand aus dem Umbau der Zahnradbahn Lausanne–Ouchy und deren Verlängerung Richtung Norden.

## Geplante Linie m3 und andere Erweiterungen
Als Erweiterung des U-Bahn-Netzes ist eine neue Linie m3 geplant, die das Quartier Blécherette mit dem Stadtzentrum und dem Hauptbahnhof verbinden soll. Von Blécherette soll die m3 via Palais de Beaulieu nach Flon führen und von dort bis zum Hauptbahnhof das derzeitige Trassee der m2 benützen. Gleichzeitig soll die Strecke zwischen Flon und Grancy zweispurig ausgebaut werden: Ein neuer Tunnel weiter westlich des bestehenden und eine neue Station in unmittelbarer Nähe der Perrons der SBB ermöglichen höhere Frequenzen und einfacheres Umsteigen.
2012 hoffte man auf einen Baubeginn für die neue Strecke im Jahr 2018 und eine Eröffnung möglicherweise noch 2020. Diese Termine konnten aber bei Weitem nicht eingehalten werden: 2019 wurde vom Kanton Geld für die Planung gesprochen. 2022 gab das Kantonsparlament 320 Millionen Franken frei für den Bau der Strecke vom Bahnhof nach Flon, nachdem die Eidgenössischen Räte vier Jahre zuvor 97,3 Millionen bewilligt hatten. Ende 2022 wurde die Strecke von Flon nach Blécherette öffentlich aufgelegt. Die Eröffnung ist für 2027 vorgesehen.
Die Kosten wurden ursprünglich mit 460 Millionen Franken beziffert; 2019 waren es schon 122 Millionen Franken mehr.
Zudem gibt es Überlegungen, durch den bestehenden Tunnel TRIDEL, der die Gleise im Westen der Stadt mit der Kehrichtverbrennungsanlage in La Sallaz verbindet, eine m4 einzurichten.